# 7-й Одеський міжнародний кінофестиваль
7-й Одеський міжнародний кінофестиваль проходив в Одесі з 15 по 23 липня 2016 року. Стрічку «Маргарита» французького режисера Ксав'є Джаннолі було обрано фільмом відкриття, а стрічку «План Меггі» американської режисерки Ребекки Міллер — фільмом закриття. Ведучою церемоній відкриття та закриття стала акторка та телеведуча Марія Єфросініна. Журі Міжнародного конкурсу очолив британський режисер і сценарист Крістофер Гемптон, який отримав на кінофестивалі почесного «Золотого Дюка» за внесок у кіномистецтво.
Володарем Гран-прі «Золотий Дюк», якого визначають за результатами глядацького голосування, став британський фільм «Палає, палає, палає» режисерки Чанії Баттон. Журі Міжнародного конкурсу визнало найкращим фільмом — румунську стрічку «Незаконні» Адріана Сітару, журі Національного конкурсу — стрічку «Гніздо горлиці» Тараса Ткаченка, журі Європейського документального конкурсу — стрічку «У Каліфорнії» Шарля Редона.

## Перебіг фестивалю

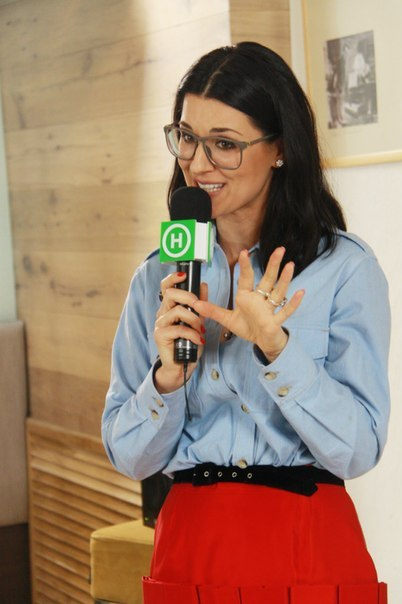
Ведуча церемоній відкриття і закриття — Марія Єфросініна

18 липня 2015 року, по завершенні 6-го Одеського міжнародного кінофестивалю, була оголошена дата проведення 7-го — 15-23 липня 2016 року. З 10 грудня 2015 року по 10 квітня 2016 року тривав прийом заявок на участь у конкурсних програмах кінофестивалю.
23 березня 2016 року кінофестиваль оголосив про запровадження документальної конкурсної програми, до якої можуть відбиратися європейські повнометражні документальні фільми, тривалістю понад 60 хвилин.
Наприкінці березня стало відомо, що церемонії відкриття і закриття знову відбуватимуться в Одеському національному академічному театрі опери та балету, від якого було вирішено відмовитись у 2014 та 2015 роках через політичну кризу в країні та фінансові труднощі. «Для нас це повернення, наче до себе додому. При створенні цього оперного театру Дюк де Рішельє мав на меті об'єднати культурні еліти. Ми так само цього прагнемо, адже головна нагорода кінофестивалю — це статуетка „Золотий Дюк“», — заявила президент кінофестивалю Вікторія Тігіпко. При цьому основною локацією заходу, як і раніше, виступив Одеський академічний театр музичної комедії імені М. Водяного, де проходили покази Міжнародної конкурсної програми та Гала-прем'єр. Окрім Одеського театру опери та балету і Театру музичної комедії, кіномайданчиками фестивалю слугували: фестивальний центр «Родина» (місце проведення творчих зустрічей, майстер-класів, показів Українського національного конкурсу та ретроспектив), Потьомкінські сходи, кінотеатр «Stella Artois» на Ланжеронівському узвозі (місця проведення показів просто неба), кінотеатр «Сінема-Сіті» (місце проведення Кіноринку), арт-Центр імені Віри Холодної (місце проведення Film Industry Office) та коворкінг «Термінал 42» (місце проведення  Digital Media Day).
18 квітня 2016 року було представлено офіційний постер кінофестивалю, на якому зображена «муза» в образі ніжної і тендітної дівчини, яка уособлює свободу, творчість і споглядання. Постер був створений арт-проєктом «Braty design studio» братів-близнюків Івана і Василя Костенків, які також робили постер для 6-го Одеського міжнародного кінофестивалю. 10 травня було представлено офіційний відеоролик фестивалю, знятий режисером Ніконом Романченком, учасником Національного короткометражного конкурсу ОМКФ-2015. 
8 липня було оголошено про запровадження нової позаконкурсної секції — «Серіали!», у рамках якої протягом фестивалю було показано по два перших епізоди шести серіалів, які відбиралися за принципом: «високий художній рівень, відображення передових тенденцій в сторітеллінзі європейської high-end драми, а також територіально — Західна і Східна Європа».
14 червня 2016 року відбулась прес-конференція Одеського МКФ, на якій оголосили склад Міжнародної, Національної та Документальної конкурсних програм, а також склад журі. Усього в програмі фестивалю брали участь 114 фільмів із 36 країн світу, що на 11 робіт більше, ніж минулого року: 37 короткометражних і 77 повнометражних фільмів, серед яких три експериментальних фільми, 6 серіалів, 17 анімаційних фільмів, 18 документальних картин і 70 художніх. На участь у конкурсних програмах було подано 864 фільмів із 75 країн. Для участі в Міжнародному конкурсі селекційною комісією було відібрано 12 стрічок з 16 країн (включаючи країни копродукції): два фільми стали дебютними роботами для режисерів, сім фільмів зняті режисерами-жінками. Українська кінокартина «Гніздо горлиці» взяла участь одночасно в Національному та Міжнародному конкурсах. Вперше за історію Одеського кінофестивалю до Міжнародного конкурсу потрапив мюзикл — польська стрічка «Доньки дансингу».

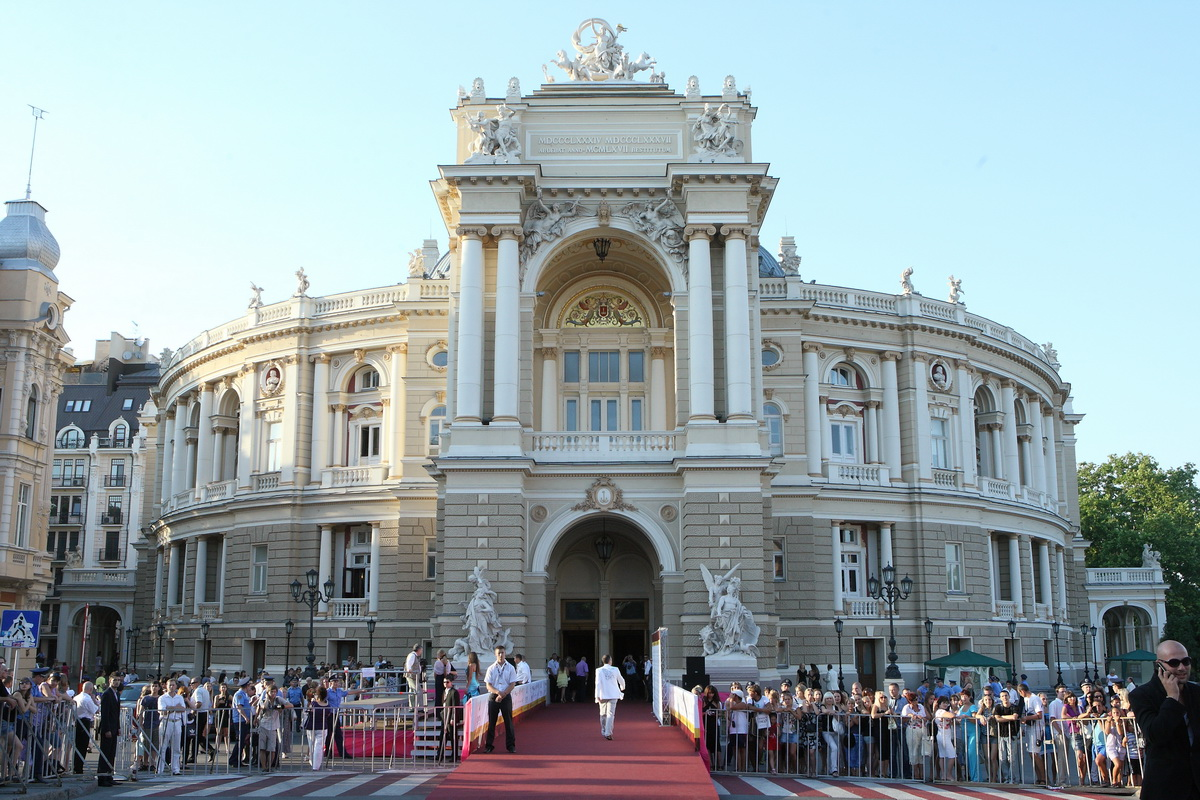
Одеський оперний театр — місце церемонії відкриття і закриття фестивалю

15 липня 2016 року під керівництвом ведучої Марії Єфросініної відбулась урочиста церемонія відкриття кінофестивалю, яка почалась з хвилини мовчання в пам'ять загиблих у результаті теракту в Ніцці. У відкритті серед усіх інших брали участь голова Одеської ОДА Міхеїл Саакашвілі, голова Одеської обласної ради Анатолій Урбанський, мер Одеси Геннадій Труханов та голова Державного агентства з питань кіно Пилип Іллєнко, який зачитав слова Євгена Нищука, міністра культури України, на підтримку незаконно засудженого до 20 років ув'язнення в Росії українського режисера Олега Сенцова. На завершення церемонії співачка Джамала виконала власну версію арії «Summertime» американського композитора Джорджа Гершвіна, на створення якої його надихнула, на думку співачки Алексіс Кохан, українська колискова «Ой ходить сон коло вікон».
Після цього показали фільм відкриття — стрічка «Маргарита» французького режисера Ксав'є Джаннолі.
16 липня традиційно у другий день фестивалю відбувся показ фільму на Потьомкінських сходах просто неба. Стрічкою open-air показу став американський німий фільм «Шерлок Холмс» (1916) Артура Бертелета, який тривалий час вважався втраченим, доки 1 жовтня 2014 року Сан-Франциський німий кінофестиваль і Французька сінематека не знайшли в архівах останньої в Парижі сім котушок плівки з копіями оригіналу. Музичне оформлення до кінокартини для оркестру в складі 45 інструментів, спеціально для показу в Одесі написав композитор німого кіно Дональд Сосин спільно з Пітером Брейнером, а наживо його виконав симфонічний оркестр Одеського національного академічного театру опери та балету під диригуванням Ігоря Шаврука. За словами Вікторії Тігіпко, організатори фестивалю домовились з Одеською міською владою щодо призупинення реконструкції сходів на час проведення ОМКФ. Також вона додала, що кожен рік показ фільму на Потьомкінських сходах збирає понад 15 тисяч глядачів. Генеральний продюсер кінофестивалю Юлія Синькевич заявила, що наступного року на Потьомкінські сходи запросять представників Книги рекордів Гіннеса, щоб зафіксувати наймасовіший кіноперегляд просто неба. Крім того, щовечірні покази просто неба відбувались у кінотеатрі «Stella Artois» на Ланжеронівському узвозі.

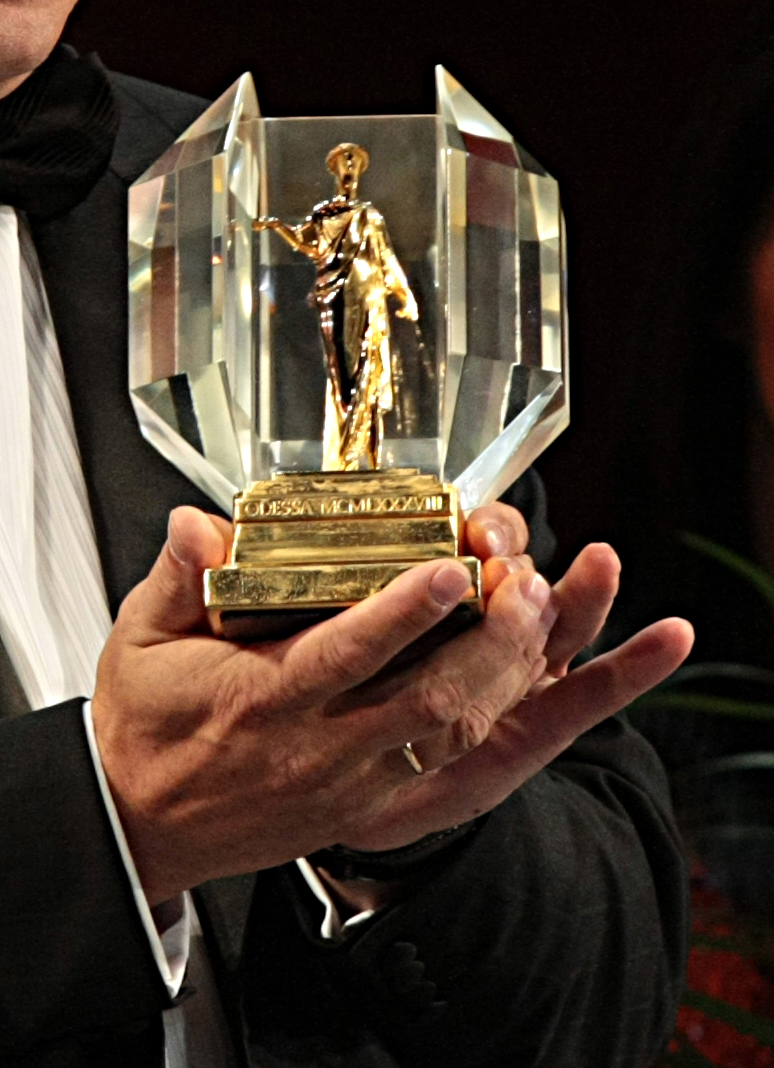
Статуетка «Золотий Дюк» — приз Одеського кінофестивалю

22 липня, у передостанній день фестивалю, були оголошені перші переможці в категоріях «найкращий український короткометражний фільм» і «найкраща акторська робота». Також були названі призери серед українських фільмів за версією журі Міжнародної федерації кінопреси (ФІПРЕССІ) і вручені нагороди за найкращі проєкти Пітчингу і Work in Progress. Крім того, відбулися спеціальні події ОМКФ — Digital Media Day, метою якого було представлення нових технологій і тенденцій, їх впливу і взаємодії в сфері кінематографу, та OIFF Business Club, під час якого антрополог Джанін Ведел і продюсер Уберто Пазоліні поділилися своїм досвідом і ідеями.
23 липня 2016 року відбулась урочиста церемонія закриття кінофестивалю, під час якої вручили головні нагороди. Гран-прі «Золотий Дюк» за результатами глядацького голосування отримав британський фільм «Палає, палає, палає» Чанії Баттон. Друге місце глядачі віддали німецькій стрічці «Вітання з Фукусіми» режисерки Доріс Деррі, третє місце — українському фільму «Гніздо горлиці» режисера Тараса Ткаченка. Журі Міжнародного конкурсу на чолі з Крістофером Гемптоном назвало найкращим фільмом румунську стрічку «Незаконні» Адріана Сітару, найкращим режисером — Ксав'є Серона за фільм «Смерть від смерті» (Франція), найкращими акторами — Розалію Томас і Каорі Момої за «Вітання з Фукусіми» (Німеччина). Журі Європейського документального конкурсу обрало переможцем стрічку «У Каліфорнії» (Франція) Шарля Редона. Після цього показали фільм закриття — картина «План Меггі» американської режисерки Ребекки Міллер.

## Журі

### Міжнародний конкурс
Наступні люди увійшли до складу журі Міжнародного конкурсу:
| Ім'я та прізвище | Ім'я та прізвище                | Професія           | Країна              |
| ---------------- | ------------------------------- | ------------------ | ------------------- |
| nothumb          | Крістофер Гемптон (голова журі) | режисер, сценарист | Велика Британія     |
| nothumb          | Єва Нейман                      | режисер, сценарист | Україна / Німеччина |
| nothumb          | Ребекка О'Браєн                 | продюсер           | Велика Британія     |
| nothumb          | Уберто Пазоліні                 | продюсер, режисер  | Італія              |
| nothumb          | Алекс Росс Перрі                | режисер, сценарист | США                 |

### Національний конкурс
Наступні люди увійшли до складу журі Національного конкурсу (повнометражного і короткометражного):
| Ім'я та прізвище | Ім'я та прізвище   | Професія                                                   | Країна   |
| ---------------- | ------------------ | ---------------------------------------------------------- | -------- |
| nothumb          | Валентин Васянович | режисер                                                    | Україна  |
| nothumb          | Шані Кляйн         | акторка                                                    | Ізраїль  |
| nothumb          | Михайло Сегал      | режисер, сценарист                                         | Росія    |
| nothumb          | Міра Сталева       | заступник директора Софіїського міжнародного кінофестивалю | Болгарія |

### Європейський документальний конкурс
Наступні люди увійшли до складу журі Європейського документального конкурсу:
| Ім'я та прізвище | Ім'я та прізвище  | Професія                                                | Країна     |
| ---------------- | ----------------- | ------------------------------------------------------- | ---------- |
| nothumb          | Рада Шешич        | режисер, кінокритик                                     | Нідерланди |
| nothumb          | Марина Разбєжкіна | режисер, продюсер                                       | Росія      |
| nothumb          | Геннадій Кофман   | продюсер, програмний директор кінофестивалю Docudays UA | Україна    |

### Міжнародна федерація кінопреси (ФІПРЕССІ)
Наступні люди увійшли до складу журі Міжнародної федерації кінопреси (ФІПРЕССІ):
- Дар'я Бадьор — кінокритик / журналіст
- Олексій Гусєв — режисер / кіно- і театральний критик
- Гідеон Кутс — кінокритик / журналіст

## Конкурсна програма
| Лауреат Гран-прі «Золотий Дюк» виділений окремим кольором. |

| Найкращий фільм виділений окремим кольором. |

### Міжнародний конкурс
Наступні фільми було відібрано до Міжнародного конкурсу:
| Українська назва       | Оригінальна назва       | Режисер(и)                    | Країна виробництва            |
| ---------------------- | ----------------------- | ----------------------------- | ----------------------------- |
| Вітання з Фукусіми     | Grüße aus Fukushima     | Доріс Деррі                   | Німеччина                     |
| Гніздо горлиці         | —                       | Тарас Ткаченко                | Україна Італія                |
| Доньки дансингу        | Córki dancingu          | Агнешка Смочиньська           | Польща                        |
| Дуже великий фільм     | Film Kteer Kbeer        | Мір-Жан Бу Шаая               | Ліван Катар                   |
| Засмага                | Suntan                  | Аргіріс Пападімітропулос      | Греція                        |
| Людожери               | Les Ogres               | Леа Фенер                     | Франція                       |
| Місто, де я дорослішаю | A Cidade onde Envelheço | Марілія Роша                  | Бразилія Португалія           |
| Метаморфозис           | —                       | Сергій Тарамаєв, Любов Львова | Росія                         |
| Незаконні              | Ilegitim                | Адріан Сітару                 | Румунія Франція Польща        |
| Смерть від смерті      | Je me tue à le dire     | Ксав'є Серон                  | Бельгія Франція               |
| Палає, палає, палає    | Burn Burn Burn          | Чанія Баттон                  | Велика Британія               |
| Чужий дім              | Skhvisi sakhli          | Русудан Глурджідзе            | Грузія Росія Іспанія Хорватія |

### Національний повнометражний конкурс
Наступні фільми було відібрано до Національного повнометражного конкурсу:
| Українська назва       | Оригінальна назва | Режисер(и)       | Країна виробництва |
| ---------------------- | ----------------- | ---------------- | ------------------ |
| Varta1, Львів, Україна | —                 | Юрій Грицина     | Україна            |
| Блакитна сукня         | —                 | Ігор Мінаєв      | Україна Франція    |
| Гніздо горлиці         | —                 | Тарас Ткаченко   | Україна Італія     |
| Моя бабуся Фані Каплан | —                 | Олена Дем'яненко | Україна            |
| Холодний Яр. Інтро     | —                 | Аліна Горлова    | Україна            |

### Національний короткометражний конкурс
Наступні фільми було відібрано до Національного короткометражного конкурсу:
| Українська назва           | Оригінальна назва | Режисер(и)                       | Країна виробництва |
| -------------------------- | ----------------- | -------------------------------- | ------------------ |
| 24                         | —                 | Станіслав Битюцький              | Україна            |
| 70 вулиць                  | —                 | Макс Лижов                       | Україна            |
| Reve ta stohne on tour     | —                 | Надія Парфан                     | Україна            |
| Без тебе                   | Sensiz            | Наріман Алієв                    | Україна            |
| Дідочок                    | —                 | Володимир Тихий                  | Україна            |
| Дім                        | —                 | Ірина Цилік                      | Україна            |
| Згущьонка                  | —                 | Катерина Горностай               | Україна            |
| Зустріч                    | —                 | Жанна Озірна                     | Україна            |
| Кров                       | —                 | Валерія Сочивець                 | Україна            |
| Люди, які прийшли до влади | —                 | Олексій Радинський, Томаш Рафа   | Україна            |
| Одного разу в Одесі        | Однажды в Одессе  | Владек Занковські                | Україна            |
| Панорама                   | —                 | Юрій Шилов                       | Україна            |
| Після всіх зіткнень        | —                 | Юрій Хусточка, Микита Кравцов    | Україна            |
| Повернись                  | —                 | Андрій Кирилов                   | Україна            |
| Рожева мапа                | —                 | Ель Парвулеско                   | Україна            |
| Роса                       | —                 | Іван Косенко                     | Україна            |
| Спогади мертвої людини     | —                 | Микола Засеєв                    | Україна            |
| У Манчестері йшов дощ      | —                 | Антоніо Лукич, Валерія Кальченко | Україна            |
| Уроки Музики               | —                 | Ігор Малахов                     | Україна            |
| Цвях                       | —                 | Філіп Сотниченко                 | Україна            |
| Чорногора                  | —                 | Тарас Дронь                      | Україна            |

### Європейський документальний конкурс
Наступні фільми було відібрано до Європейського документального конкурсу:
| Українська назва                            | Оригінальна назва                                  | Режисер(и)       | Країна виробництва                               |
| ------------------------------------------- | -------------------------------------------------- | ---------------- | ------------------------------------------------ |
| Земля просвітлених                          | The Land of the Enlightened                        | Пітер-Ян де Пю   | Бельгія Ірландія Нідерланди Німеччина Афганістан |
| Мій друг Борис Нємцов                       | Мой друг Борис Немцов                              | Зося Родкевич    | Росія                                            |
| Олег і рідкісні види мистецтва              | Oleg y las raras artes                             | Андрес Дуке      | Іспанія                                          |
| У Каліфорнії                                | In California                                      | Шарль Редон      | Франція                                          |
| Холодний Яр. Інтро                          | —                                                  | Аліна Горлова    | Україна                                          |
| Я не перетинав кордон: кордон перетнув мене | I did not cross the border — the border crossed me | Тома Чагелішвілі | Грузія Німеччина                                 |

## Позаконкурсна програма

### «Фестиваль фестивалів»
Наступні фільми було відібрано до секції «Фестиваль фестивалів»:
| Українська назва  | Оригінальна назва         | Режисер(и)        | Країна виробництва              |
| ----------------- | ------------------------- | ----------------- | ------------------------------- |
| Кайлі Блюз        | 路邊野餐 (Lu Bian Ye Can) | Бі Гань           | КНР                             |
| Клан              | El Clan                   | Пабло Траперо     | Аргентина                       |
| Мімози            | Las Mimosas               | Олівер Лакс       | Іспанія Марокко Франція Катар   |
| Море у вогні      | Fuocoammare               | Джанфранко Розі   | Італія Франція                  |
| Перехрестя 48     | ג'נקשן 48                 | Уді Алоні         | Ізраїль Німеччина США           |
| Українські шерифи | —                         | Роман Бондарчук   | Україна Німеччина Латвія        |
| Франкофонія       | Francofonia               | Олександр Сокуров | Франція Німеччина Нідерланди    |
| Я, Деніел Блейк   | I, Daniel Blake           | Кен Лоуч          | Велика Британія Франція Бельгія |

### Спеціальні покази
Наступні фільми було відібрано до секції «Спеціальні покази»:
| Українська назва        | Оригінальна назва                  | Режисер(и)                       | Країна виробництва                  |
| ----------------------- | ---------------------------------- | -------------------------------- | ----------------------------------- |
| Алі та Ніно             | Ali and Nino                       | Асіф Кападіа                     | Велика Британія                     |
| Будинок з вежкою        | —                                  | Єва Нейман                       | Україна                             |
| Гет, суд Вівіан Амсалем | Gett: Le procès de Viviane Amsalem | Роніт Елькабетц, Шломі Елькабетц | Ізраїль Франція                     |
| Гора                    | Ha'har                             | Яель Кайям                       | Данія Ізраїль                       |
| Королева Землі          | Queen of Earth                     | Алекс Росс Перрі                 | США                                 |
| Людина                  | Human                              | Ян Артюс-Бертран                 | Франція                             |
| Місто 44                | Miasto 44                          | Ян Комаса                        | Польща                              |
| Рідні                   | Родные                             | Віталій Манський                 | Німеччина Латвія Естонія Україна    |
| Тут і зараз             | Здесь и сейчас                     | Марія Павлова                    | Росія                               |
| Туфельки                | Tufelki                            | Костянтин Фам                    | Польща Росія Білорусь Чехія Франція |
| У пошуках Бабеля        | Finding Babel                      | Девід Новак                      | Канада Франція Росія США Україна    |

### Гала-прем'єри
Наступні фільми було відібрано до секції Гала-прем'єри:
| Українська назва | Оригінальна назва | Режисер(и)           | Країна виробництва |
| ---------------- | ----------------- | -------------------- | ------------------ |
| Джульєтта        | Julieta           | Педро Альмодовар     | Іспанія            |
| Неоновий демон   | The Neon Demon    | Ніколас Віндінг Рефн | Франція Данія США  |
| Світське життя   | Café Society      | Вуді Аллен           | США                |
| Служниця         | 아가씨 (Agasshi)  | Пак Чхан Ук          | Південна Корея     |
| Тоні Ердманн     | Toni Erdmann      | Марен Аде            | Німеччина Австрія  |

### «Серіали!»
Секція телесеріалів, яка була організована в рамках проєкту «TVій серіал» телеканалом «Україна» і медіаконсалтінговою компанією Media Resources Management у партнерстві з Film.UA Group.
| Українська назва     | Оригінальна назва | Режисер(и)                     | Країна виробництва      |
| -------------------- | ----------------- | ------------------------------ | ----------------------- |
| Ворог народу         | Public Enemy      | Матьє Франсес, Гарі Сегерс     | Бельгія                 |
| Готель «Beau Séjour» | Beau Séjour       | Наталі Бастейнс, Кат Белс      | Бельгія                 |
| Останні пантери      | The Last Panthers | Йохан Ренк                     | Велика Британія Франція |
| Пакт                 | Pact              | Марек Лехкі                    | Польща                  |
| Потрійний захист     | —                 | Анатолій Матешко, Антон Азаров | Україна                 |
| Червоні браслети     | Красные браслеты  | Наталія Мещанінова             | Україна Росія           |

### «Турецький фокус»
Наступні фільми було відібрано до секції «Турецький фокус»:
| Українська назва       | Оригінальна назва | Режисер(и)           | Країна виробництва        |
| ---------------------- | ----------------- | -------------------- | ------------------------- |
| Альбом (2016)          | Albüm             | Мехмет Джан Мертоглу | Туреччина Франція Румунія |
| Надія (1970)           | Umut              | Їлмаз Ґюней          | Туреччина                 |
| Плющ (2015)            | Sarmaşık          | Толга Карачелік      | Туреччина                 |
| Сон метелика (2013)    | Kelebeğin Rüyası  | Їлмаз Ердоган        | Туреччина                 |
| Холод Каландару (2015) | Kalandar Soğuğu   | Мустафа Кара         | Туреччина Угорщина        |

### «Шекспір у кіно»
Ретроспектива фільмів за творами Вільяма Шекспіра, присвячена 400-літтю від дня смерті драматурга. Кураторами програми виступили Британська рада і Британський кіноінститут
| Українська назва         | Оригінальна назва | Режисер(и)        | Країна виробництва     |
| ------------------------ | ----------------- | ----------------- | ---------------------- |
| Гамлет (1948)            | Hamlet            | Лоуренс Олів'є    | Велика Британія        |
| Ромео і Джульєтта (1968) | Romeo and Juliet  | Франко Дзефіреллі | Велика Британія Італія |
| Макбет (1971)            | Macbeth           | Роман Полянський  | Велика Британія США    |
| Книги Просперо (1991)    | Prospero's Books  | Пітер Гріневей    | Велика Британія        |
| Король Лір (1971)        | King Lear         | Пітер Брук        | Велика Британія        |

### «Межі свободи: незалежність по обидві сторони екрану»
Ретроспектива українських фільмів, присвячена 25-річчю незалежності України. Кураторами програми виступили співробітники науково-програмного відділу Національного центру Олександр Довженка — Станіслав Мензелевський, Ганна Онуфрієнко та Олександр Телюк. Програма секції була оголошена 6 червня 2016 року.
| Українська назва                     | Оригінальна назва | Режисер(и)          | Країна виробництва |
| ------------------------------------ | ----------------- | ------------------- | ------------------ |
| Розпад (1990)                        | Распад            | Михайло Бєліков     | СРСР США           |
| Цвітіння кульбаби (1992)             | —                 | Олександр Ігнатуша  | Україна            |
| Чутливий міліціонер (1992)           | —                 | Кіра Муратова       | Україна Франція    |
| Вперед, за скарбами гетьмана! (1993) | —                 | Вадим Кастеллі      | Україна            |
| Шамара (1994)                        | —                 | Наталія Андрійченко | Україна Німеччина  |

### Ретроспектива Крістіана Петцольда
Ретроспектива 4-х фільмів німецького режисера Крістіана Петцольда, одного з представників «берлінської школи». Програма секції була оголошена 9 червня 2016 року.
| Українська назва | Оригінальна назва | Країна виробництва |
| ---------------- | ----------------- | ------------------ |
| Єлла (2007)      | Yella             | Німеччина          |
| Єрихов (2008)    | Jerichow          | Німеччина          |
| Барбара (2012)   | Barbara           | Німеччина          |
| Фенікс (2014)    | Phoenix           | Німеччина          |

### Особливі події: Кіно_Live
У рамках секції було продемонстровано кіно під музичним супроводом: фільм «Шерлок Холмс» — під супроводом симфонічного оркестру Одеського національного академічного театру опери та балету, українські анімаційні короткометражні стрічки — під супроводом гурту «LU: V».
| Українська назва    | Оригінальна назва | Режисер(и)                                                                          | Країна виробництва |
| ------------------- | ----------------- | ----------------------------------------------------------------------------------- | ------------------ |
| Шерлок Холмс (1916) | Sherlock Holmes   | Артур Бертелет                                                                      | США                |
| LU: V: «Longing»*   | —                 | Курт Вайлер, Олівер Георгі, Ян Кестер, Анатолій Лавренішин, Сашко Даниленко та інші | Німеччина Україна  |

*Концерт-імпровізація гурту «LU: V» до українського анімаційного короткого метру

### «ОМКФ — дітям: спільно з „Чілдрен Кінофестом“»
Дитяча програма, до якої було відібрано два художніх і один анімаційний фільми. Також у рамках секції була показана ретроспектива британської анімаційної студії Aardman Animations.
| Українська назва                         | Оригінальна назва                | Режисер(и)                                          | Країна виробництва |
| ---------------------------------------- | -------------------------------- | --------------------------------------------------- | ------------------ |
| Ми — найкращі!                           | Vi är bäst!                      | Лукас Мудіссон                                      | Швеція Данія       |
| Операція «Арктика»                       | Operasjon Arktis                 | Грете Бое-Вол                                       | Норвегія           |
| Ретроспектива анімаційної студії Aardman | Aardman Animations Retrospective | Мерлін Кроссінгем, Пітер Лорд, Нік Парк, Джей Грейс | Велика Британія    |
| Хлопчик-фантом                           | Phantom Boy                      | Жан-Луп Фелісіолі, Ален Ганьоль                     | Франція Бельгія    |

## Нагороди
Нагороди були розподілені таким чином:

### Офіційні нагороди
Гран-прі
- Гран-прі «Золотий Дюк» — «Палає, палає, палає» (реж. Чанія Баттон)

Міжнародний конкурс
- Найкращий фільм — «Незаконні» (реж. Адріан Сітару)
- Найкращий режисер — Ксав'є Серон за «Смерть від смерті»
- Найкраща акторська робота — Розалі Томасс і Каорі Момоі за «Вітання з Фукусіми» (реж. Доріс Деррі)
  - Спеціальна згадка — «Засмага» (реж. Аргіріс Пападімітропулос) / «Людожери» (реж. Леа Фенер)

Національний конкурс
- Найкращий український повнометражний фільм — «Гніздо горлиці» (реж. Тарас Ткаченко)
- Найкращий український короткометражний фільм — «У Манчестері йшов дощ» (реж. Антоніо Лукич, Валерія Кальченко) / «Цвях» (реж. Філіп Сотниченко)
- Найкраща акторська робота — Мирослав Слабошпицький за «Моя бабуся Фані Каплан» (реж. Олена Дем'яненко)
  - Спеціальний диплом — «Панорама» (реж. Юрій Шилов) / «Дідочок» (реж. Володимир Тихий)

Європейський документальний конкурс
- Найкращий фільм — «У Каліфорнії» (реж. Шарль Редон)
  - Спеціальна згадка — «Мій друг Борис Нємцов» (реж. Зося Родкевич)

Почесна нагорода
- «Золотий Дюк» за внесок у кіномистецтво — Крістофер Гемптон

### Незалежні нагороди
Міжнародна федерація кінопреси (ФІПРЕССІ)
- Диплом Міжнародна федерація кінопреси (ФІПРЕССІ) за найкращий український повнометражний фільм — «Varta1, Львів, Україна» (реж. Юрій Грицина)
- Диплом Міжнародної федерації кінопреси (ФІПРЕССІ) за найкращий український короткометражний фільм — «Дім» (реж. Ірина Цілик)

Work in Progress
- Найкращий проєкт Work in Progress — «5 терапія» (реж. Аліса Павловська)
- Найкраща презентація проєкту на Work in Progress — «Її серце» (реж. Ахтем Сеїтаблаєв)

Пітчинг
- Найкращий проєкт Пітчингу — «Домашні ігри» (реж. Аліса Коваленко)
- Найкраща презентація проєкту на Пітчингу — «Егрегор» (реж. Любомир Левицький)

Comedy Screenplay Contest
- Найкращий комедійний сценарій — Ольга Войтенко за «Мій друг Ерзо»